# Branko Crvenkovski
Branko Crvenkovski (tiếng Macedonia: Бранко Црвенковски [braŋkɔ tsr̩vɛŋkɔfski], sinh ngày 12 tháng 10 năm 1962) là một chính khách Cộng hòa Macedonia. Ông từng là Tổng thống Cộng hòa Macedonia.
Branko Crvenkovski là lãnh đạo đảng đối lập lớn nhất ở Cộng hòa Macedonia, Liên minh Dân chủ Xã hội Macedonia. Ông đã được Thủ tướng Chính phủ của Cộng hòa Macedonia 1992-1998 và một lần nữa từ 2002 đến 2004, sau đó ông giữ chức Tổng thống Cộng hòa Macedonia 2004-2009.
Crvenkovski sinh ra tại Sarajevo, Bosna và Hercegovina, lúc đó là một phần của Cộng hòa Xã hội chủ nghĩa Nam Tư. 
Năm 1986 ông lấy bằng cử nhân Khoa học Máy tính và Tự động hóa của Trường Kỹ thuật Điện tại Đại học Thánh Cyril và Methodius ở Skopje.
Ông được bầu làm thành viên của hội của nước Cộng hoà xã hội chủ nghĩa Macedonia bầu cử đa đảng đầu tiên ở Nam Tư vào năm 1990 sau khi phục vụ trong nhiều năm là người đứng đầu bộ phận tại công ty Semos ở Skopje. Cộng sản trước đây, Crvenkovski là người đứng đầu của Liên minh Dân chủ Xã hội của Macedonia từ tháng 4 năm 1991.